# 布威纳
布威纳（德語：Werner Burger，沃纳·伯格，1936年—2021年11月15日），德国慕尼黑人，钱币学家、钱币收藏家，德国慕尼黑大学汉学博士，世界第一位以研究中国钱币获得博士学位的学者。主要致力于中国清朝货币领域的研究，是清朝钱币年代、版别鉴定方面的权威。

## 生平
1936年，布威纳出生于德国慕尼黑。中学时期，13岁的布威纳在博物馆第一次接触到中国青铜器，被中国文化所吸引。考入慕尼黑大学后，布威纳选择主修汉学。1962年毕业时，他的教授曾建议他从事翻译工作，但他希望可以到中国继续学习。为此，他专门到当时在欧洲唯一设有中国大使馆的瑞士首都伯恩申请签证，大使馆问他是否可以教德语，六个月后他获得了到中国的工作签证。1963年，他经捷克斯洛伐克和俄罗斯飞抵中国后，到上海复旦大学教授德语。
当时的上海已经对外国人和学术研究越来越不友好，布威纳雇佣的中文老师因为与外国人交往而受到批评，布威纳成为上海图书馆仅剩的三个读者之一。1965年，布威纳所在学校被关闭，其本人则被邀请去苏州养羊。布威纳对养羊丝毫不感兴趣，所以买机票前往香港，且此后一直生活在香港。在昔日在上海图书馆的伙伴们学习马克思主义和废水处理时，布威纳开始对清朝历史感兴趣，并逐渐转向清朝钱币的研究领域。当时香港的图书馆和文物资料均远优于上海，但关于清朝的资料却寥寥无几，为此布威纳不得不到世界各地搜集资料。布威纳决定攻读慕尼黑大学的博士学位时，曾询问导师是否可以将清朝钱币作为研究对象，尽管导师提出了诸多困难，但他最终仍坚持用了这个课题。为了认识钱币上的满文，布威纳专门请一个台湾的退休教授教他满语；当时研究和收集中国古钱币的以日本学者居多，他又学习了日语。
布威纳的一个朋友，香港商人刘志文，经营从印度尼西亚进口废金属的生意。在印尼于1940年代遭日本占领之前，中国铜钱一直是印尼的流通货币。刘志文得知布威纳研究清朝钱币后，将其在印尼收购的大量打算熔作铜料的古铜钱送给了布威纳。这批古钱装在满满的70袋中，每袋约100公斤，共有约7吨重，约200万枚，不仅让布威纳在其中搜捡出很多珍惜钱币，而且为他对清朝钱币按照年代和铸局进行排序，完成编年谱提供了条件。为了搜集缺失的其他钱币，布威纳常奔走于世界各地的旧货市场、古董店和钱币市场。
1974年，布威纳完成了历经16年的研究成果《清钱编年谱·至雍正王朝》（Ch'ing Cash until 1735），2月在慕尼黑大学完成论文答辩获得了博士学位。1976年，该书在台湾以“清钱编年谱”为名出版，书中用英文对从努尔哈赤到雍正年间的所有清朝铸钱进行了详细的论述，并附有丰富的钱币拓图。该书一经问世，受到各国专家学者的一致好评，英国皇家钱币学会委员会为此将当年的勒霍特卡纪念奖授予布威纳。
而后，布威纳决定继续乾隆及以后各朝钱币的研究整理，完成整个清代钱币的编年谱。他发现《文献通考》等资料中的记载存在很多谬误，为了进一步考证，他到哈佛等多地查找资料，均无功而返。为此，布威纳到保管清宫档案的中国第一历史档案馆请求查找清朝朝廷的制钱方面的年报。由于在档案馆目录中查不到，工作人员告诉他并没有此类文件。布威纳却坚信不可能没有，只是工作人员没有找到而已，因此每年都到档案馆询问，直到档案馆在清理库房时发现一批《内阁汉文题本户部货币类》。得到这批资料的微缩胶卷后，布威纳将其与此前的资料进行对比分析，最终完成了其第二部专著《清钱编年谱全集》（Ch'ing Cash）。该书于2016年由香港大学美术博物馆出版。
2021年11月15日，布威纳在香港逝世，享年85岁。

## 家庭
布威纳的妻子蔡逸美出生在一个旅日华人家庭，在日本东京长大，父亲从事钻石生意，1975年夏随父亲到香港时与布威纳结识，经过布威纳一年多的追求，两人最终走到了一起。蔡逸美从2002年开始在广东省肇庆市怀集县山区助学，其创办的中华文教促进会于2006年在香港注册成立，为贫困山区学生提供助学金，改善山区小学的学校设施等。

## 备注
1. ↑  另有说引起布威纳对中国文化最初兴趣的是中国传统绘画[4]。
2. 1 2  布威纳的两部专著正式出版时作用的中文名均为“清钱编年谱”[5]，条目中利用了朱晴《清钱博士布威纳的中国情缘》中的称法以进行区分[3]。
3. ↑  根据布威纳《我的清代货币研究历程与成就》，其第二本书原计划为《清钱·从1736到1911》[7]，但2016年正式出版时，与其第一部书合编了。